# متئو سالوی (بازیکن فوتبال)
متئو سالوی (انگلیسی: Matteo Salvi؛ زادهٔ ۲۰ مارس ۱۹۹۹) بازیکن فوتبال است.
از باشگاه‌هایی که در آن بازی کرده‌است می‌توان به باشگاه فوتبال اسپال اشاره کرد.